# Goniwilk-Las
Goniwilk-Las – część wsi Kalinów położona w Polsce, w województwie mazowieckim, w powiecie garwolińskim, w gminie Żelechów. 
W latach 1975–1998 Goniwilk-Las administracyjnie należał do województwa siedleckiego.